# Bretagne-Schuller/Saison 2012
Dieser Artikel listet Erfolge und Fahrer des Radsportteams Bretagne-Schuller in der Saison 2012 auf.

## Erfolge in der UCI Europe Tour
In der Saison 2012 gelangen dem Team nachstehende Erfolge in der UCI Europe Tour.
| Datum        | Rennen                                              | Kat. | Sieger           |
| ------------ | --------------------------------------------------- | ---- | ---------------- |
| 18. Februar  | 1. Etappe Tour du Haut-Var                          | 2.1  | Romain Hardy     |
| 11. März     | Paris–Troyes                                        | 1.2  | Jean-Marc Bideau |
| 17. März     | Classic Loire Atlantique                            | 1.1  | Florian Vachon   |
| 23. März     | 6. Etappe Tour de Normandie                         | 2.2  | Jean-Marc Bideau |
| 24. März     | 1. Etappe Critérium International                   | 2.HC | Florian Vachon   |
| 22. April    | Val d’Ille U Classic 35                             | 1.2  | Eric Berthou     |
| 26. April    | 2. Etappe Tour de Bretagne                          | 2.2  | Eric Berthou     |
| 10. Juni     | 4. Etappe Ronde de l’Oise                           | 2.2  | Jean-Luc Delpech |
| 7.–10. Juni  | Gesamtwertung Ronde de l’Oise                       | 2.2  | Jean-Luc Delpech |
| 14.–17. Juni | Gesamtwertung Boucles de la Mayenne                 | 2.2  | Laurent Pichon   |
| 16. August   | Französische Meisterschaft – Einzelzeitfahren (U23) | CN   | Johan Le Bon     |
| 4. Oktober   | Paris–Bourges                                       | 1.1  | Florian Vachon   |

## Zugänge – Abgänge
| Zugänge           | Team 2011        | Abgänge             | Team 2012    |
| ----------------- | ---------------- | ------------------- | ------------ |
| Dimitri Champion  | AG2R La Mondiale | Stéphane Bonsergent | Karriereende |
| Geoffroy Lequatre | Team RadioShack  | Sylvain Calzati     | Karriereende |

## Mannschaft
| Name              | Geburtstag        | Nationalität |
| ----------------- | ----------------- | ------------ |
| Eric Berthou      | 23. Januar 1980   | Frankreich   |
| Jean-Marc Bideau  | 8. April 1984     | Frankreich   |
| Guillaume Blot    | 28. März 1985     | Frankreich   |
| Dimitri Champion  | 6. September 1983 | Frankreich   |
| Jean-Luc Delpech  | 27. Oktober 1979  | Frankreich   |
| Renaud Dion       | 6. Januar 1978    | Frankreich   |
| Sébastien Duret   | 3. September 1980 | Frankreich   |
| Armindo Fonseca   | 1. Mai 1989       | Frankreich   |
| Florian Guillou   | 29. Dezember 1982 | Frankreich   |
| Mathieu Halleguen | 11. Oktober 1988  | Frankreich   |
| Romain Hardy      | 24. August 1988   | Frankreich   |
| Johan Le Bon      | 3. Oktober 1990   | Frankreich   |
| Geoffroy Lequatre | 30. Juni 1981     | Frankreich   |
| Gaël Malacarne    | 2. April 1986     | Frankreich   |
| Laurent Pichon    | 19. Juli 1986     | Frankreich   |
| Florian Vachon    | 2. Januar 1985    | Frankreich   |